# Emma Dante
Pour les articles homonymes, voir Dante (homonymie).
Emma Dante (née le 6 avril 1967 à Palerme) est une comédienne, dramaturge, metteuse en scène de théâtre et réalisatrice italienne.

## Biographie

### Enfance
Emma Dante naît à Palerme en 1967 mais passe son enfance à Catane où sa famille déménage pour le travail de son père. En 1986, à 19 ans, après son bac, elle décide de retourner à Palerme, où elle vit encore aujourd'hui.

### Formation
À son retour dans sa ville natale, Emma Dante fréquente pendant un an l'école Teatès de Michele Perriera, un théoricien du groupe d'artistes italien de "néo avant-garde" Gruppo 63.
En 1987, Emma Dante décide de s'investir dans une carrière théâtrale en s'inscrivant au concours d'admission de l'Académie d'art dramatique Silvio d'Amico de Rome. Elle présente un texte de Henry Miller : Transit (Just wild about Harry).
Pendant ses années de formation à l'académie, elle rencontre les principaux artistes de la nouvelle génération théâtrale italienne à venir. Lors d'un séminaire proposé par l'école, elle rencontre Andrea Camilleri, avec lequel elle monte un spectacle sur L'Étau (La Morsa), comédie de Pirandello.
Elle lit un grand nombre de textes théâtraux dits "classiques" qui resteront la base de toute son activité dans son interprétation et ses mises en scène.

### Parcours artistique
À la fin des années 1980, elle se rapproche du théâtre d'avant-garde. C'est durant un spectacle du polonais Tadeusz Kantor, La machine de l'amour et de la mort, qu'elle dit avoir vécu "la fulgurance théâtrale" qui l'orientera dans une direction artistique précise. Dans ce spectacle, les acteurs, dirigés par Kantor, sont dos au public. Emma Dante dit : « Le dos de Kantor, pour moi, c'est le théâtre. (...) À cette occasion, peut-être, s'est passé quelque chose qui m'a aidée à comprendre que faire du théâtre en suivant la tradition ne m'intéressait pas. Ce qui m'intéresse, c'est être dos au public et faire de la recherche ».
En 1990, à sa sortie de l'Académie, elle fait partie de la Compagnie della Rocca et participe aux spectacles suivants : Turandot, Les Précieuses Ridicules, Rhinocéros. 
En 1995, les compagnies de Turin s'unissent en un projet nommé "Canto per Torino" (chant pour Turin), sous la direction de Gabriele Vacis. Emma Dante y participe, quelque temps avant de quitter la Compagnia della Rocca et Turin.
En 1999, elle participe à un atelier de chant avec Cesare Ronconi et elle joue dans La Rose tatouée, sous la direction de Gabriele Vacis.

## La compagnieSud Costa Occidentale
En 1999, Emma Dante fonde sa compagnie, Sud Costa Occidentale, à Palerme. Elle recrute ses comédiens parmi ceux qui sortent de l'Académie, car ils ont des bases classiques et elle estime qu'ils sont plus préparés car « l'Académie ne rend pas les acteurs bons mais donne des bases ».

### Le rythme
Le rythme est l'un des éléments centraux du théâtre d'Emma Dante. Lors d'ateliers et d'échauffements, elle travaille beaucoup avec la musique, avec les sons, les gestes répétitifs, presque obsessionnels, des comédiens. Le rythme c'est, dans sa vision du théâtre, l'instinct qui sort, qui doit être libéré. Pour elle, le comédien doit perdre tout sentiment de honte, tout jugement, toute auto-critique. Les préparations et échauffements pour les comédiens de la compagnie Sud Costa Occidentale, qui durent en général une semaine, servent justement à cela ; comprendre qui parmi les comédiens qui se présentent à la sélection, sera capable de se laisser totalement aller.

#### Utilisation de la langue sicilienne
Les comédiens de la compagnie Sud Costa Occidentale parlent, ou dans certains cas, miment (car tous ne sont pas siciliens) la langue sicilienne, avec des mots qui ne sont pas traduisibles en italien, une sorte de grommelot à la manière de Dario Fo. À propos de cette langue, Emma Dante déclare : « Pour beaucoup de mots dialectaux utilisés dans mes spectacles, il n'existe pas de synonymes, et donc j'ai du mal à les traduire. C'est pour cela que je dis que je ne connais pas ce dialecte qui est le mien ; je n'en connais pas la traduction en italien ».
L'utilisation du sicilien n'empêche pas la compagnie de se produire à l'étranger, en particulier en France.

#### Théâtre social
Emma Dante considère son théâtre comme social, et pas politique. « Je ne fais pas un théâtre politique, parce que je ne parle pas de Berlusconi ni de faits divers, mais j'ai mis en acte des dénonciations sociales. Mon théâtre concerne la barbarie du monde ».
Les spectacles dénoncent la soumission considérée comme "normale" des femmes dans une société archaïque opprimée par une église parfois en lien avec la mafia.

## Distinctions
- Son spectacle mPalermu remporte le Premio Scenario en 2001 et le Premio Ubu en 2002.
- Prix Lina Mangiacapre, Mostra de Venise, 2013, Palerme

## Filmographie
- 2013 : Palerme (Via Castellana Bandiera)
- 2020 : Le sorelle Macaluso
- 2023 : Misericordia

## Théâtre
- 2001 : mPalermu
- 2002 : Carnezzeria
- 2003 : Medea
- 2004 : Vita mia
- 2004 : La scimia
- 2006 : Mishelle di Sant'Oliva
- 2006 : Cani di bancata
- 2007 : Il festino
- 2007 : Eva e la bambola
- 2010 : Le Pulle
- 2011 : La trilogia degli occhiali (Acquasanta, Ballarini, Il castello della Zisa)
- 2014 : Les Sœurs Macaluso (Le sorelle Macaluso) présenté en italien surtitré, au Festival d'Avignon 2014, texte, mise en scène et costumes
- 2017 : Bestie di scena présenté au festival d'Avignon.

Ce spectacle met en scène sept sœurs qui vivent ensemble dans leur quotidien souvent misérable. Il mêle le théâtre et la danse et utilise très peu d'accessoires, hormis des boucliers en fer-blanc fréquemment utilisés dans le théâtre palermitain de marionnettes, opera dei pupi. Ce spectacle raconte « l'histoire d'une famille où la tragédie fait partie de la vie quotidienne ». Les sœurs racontent la disparition de l'une d'elles, « scène traumatique rejouée sans cesse et qui a défini une répartition immuable des rôles ».
- 2020: Misericordia présenté au festival d'Avignon en 2021, en pugliese et sicilien surtitré.

Cette pièce met en scène trois prostituées élevant le fils d'une amie décédée, dans leur appartement misérable.

## Crédit d'auteurs
- (it) Cet article est partiellement ou en totalité issu de l’article de Wikipédia en italien intitulé « Emma Dante » (voir la liste des auteurs).